# Daniel Defert
Daniel Defert, född 10 september 1937 i Avallon i Yonne, död 7 februari 2023 i Paris, var en fransk sociolog och aidsaktivist, grundare av den första franska aidsorganisationen AIDES. Han hade ett förhållande med Michel Foucault från 1963 till dennes död 1984.